# Gordafarid

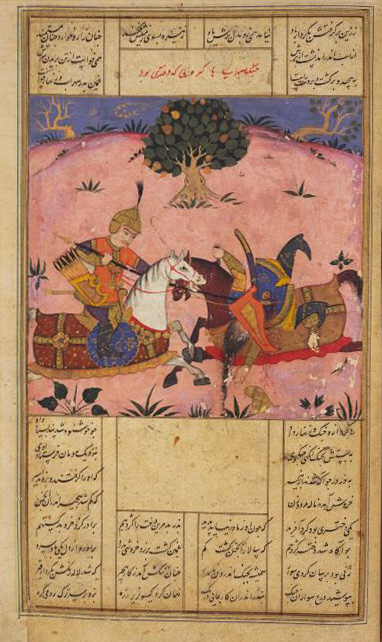
Sohrab lluita contra Gordāfarīd

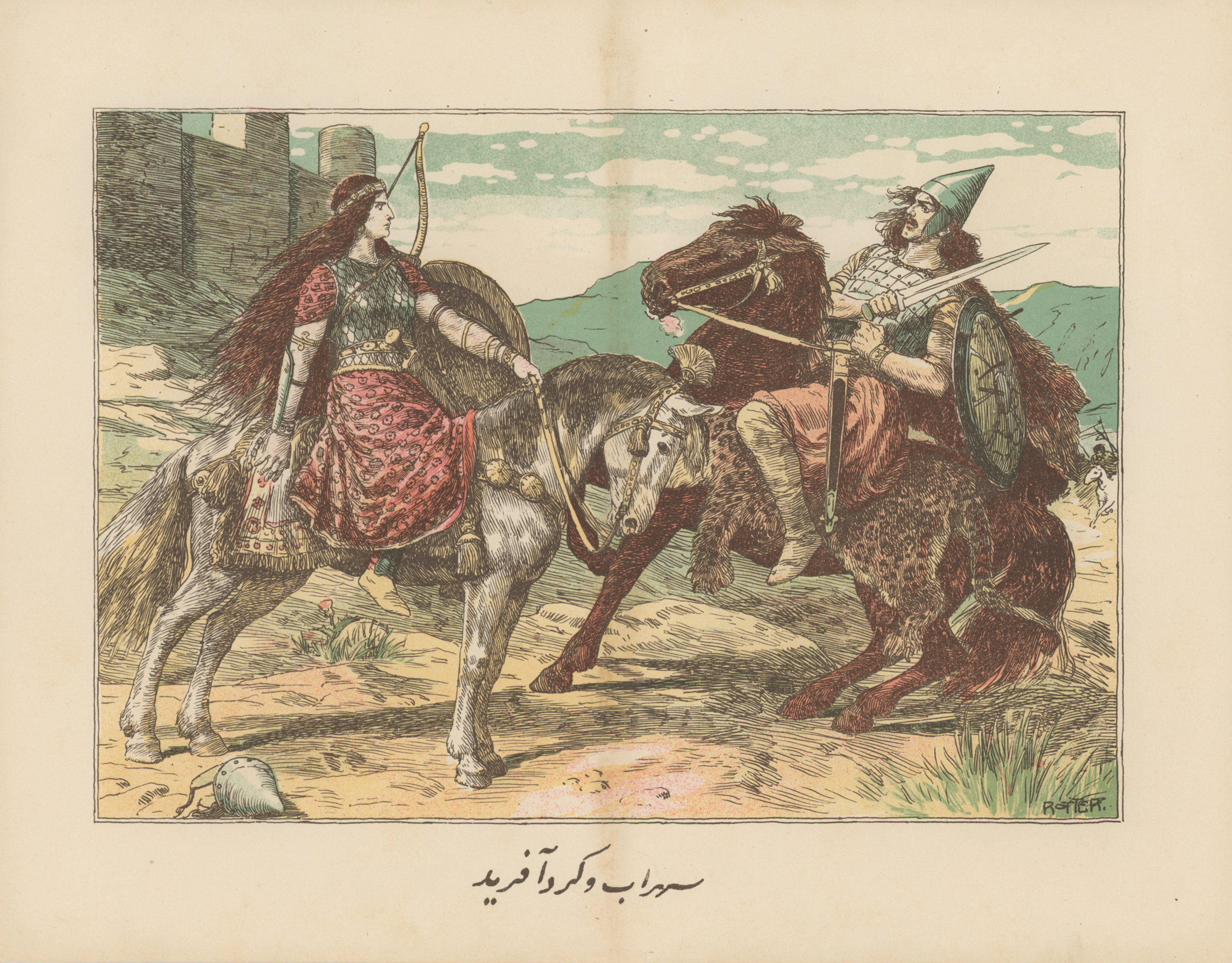
Sohrab descobreix que el seu oponent és una dona. Joseph Rotter, Tbilisi.

Gordāfarīd ( persa: گردآفريد ) és una de les heroïnes de l'èpica nacional iraniana Shāhnāme, l'obra de tota la vida del poeta iranià Abū ʾl-Qāsim Firdausī (940/41-1020). Gordāfarīd era filla del rei Gostaham (Gaždaham), l'administrador del "Castell Blanc" (DEŽ-E SAFĪD). Quan Sohrab, el fill de Rostam, que venia de Turan, va atacar el Castell Blanc, Gordāfarīd s'hi va enfrontar vestint una armadura masculina, retardant així la marxa de l'exèrcit enemic. Va perdre el duel contra Sohrab, el qual la va capturar, però després la va alliberar a canvi d'una promesa de matrimoni i la va escortar de tornada al Castell Blanc. Un cop que va passar per la porta oberta del castell, ràpidament la va tancar de manera que Sohrab es va quedar fora. Ell va conquerir-lo l'endemà i va buscar Gordāfarīd, però ella havia fugit durant la nit amb el seu pare per un passatge subterrani, escapant de l'enamorat Sohrab.
Gordāfarīd es considera un model de la dona iraniana valenta, bella, desitjable i astuta. En la seva obra, Firdausi explica que:  
| «            | Però un dels que hi havia a la fortalesa era una dona, filla del guerrer Gazhdaham, anomenada Gordafarid. Quan es va assabentar que el seu líder s'havia deixat prendre, va trobar el seu comportament tan vergonyós que les seves galtes rosades es van tornar negres com la breu de ràbia. Sense cap moment de demora, es va vestir amb una armadura de cavaller, es va ajuntar els cabells sota un casc Rumí i va sortir de la fortalesa, un lleó àvid de batalla. Va rugir a les files enemigues: "On són els vostres herois, els vostres guerrers, els vostres líders?" | » |
| — 20px, 20px | |   |

I també la descriu amb les paraules següents:
| « | El seu nom era Gurdaferid, que significa "creat un heroi", Perquè ella, la delicada donzella, era una heroi d'armes. | » |

Per la seva banda, Sohrab la descriu de la següent manera:
| « | Quan et vaig veure a dalt, vaig pensar: Que bella és! Però ara veig que encara ets més bella. | » |

Conscient de l'impacte de la seva bellesa, la capturada Gordāfarīd afalaga Sohrab
| « | Ho digué i, amb la mirada fixa, ella li entregà el llaç; enamorat, ell li retirà la corda del coll. . Com se sentia ella, amb plaer, amb el coll alliberat! I amb orgull, ara veia, per fi, com de forta era, Ja que, amb una carícia, havia trencat aquest lligam. | » |